# Weingut Psagot

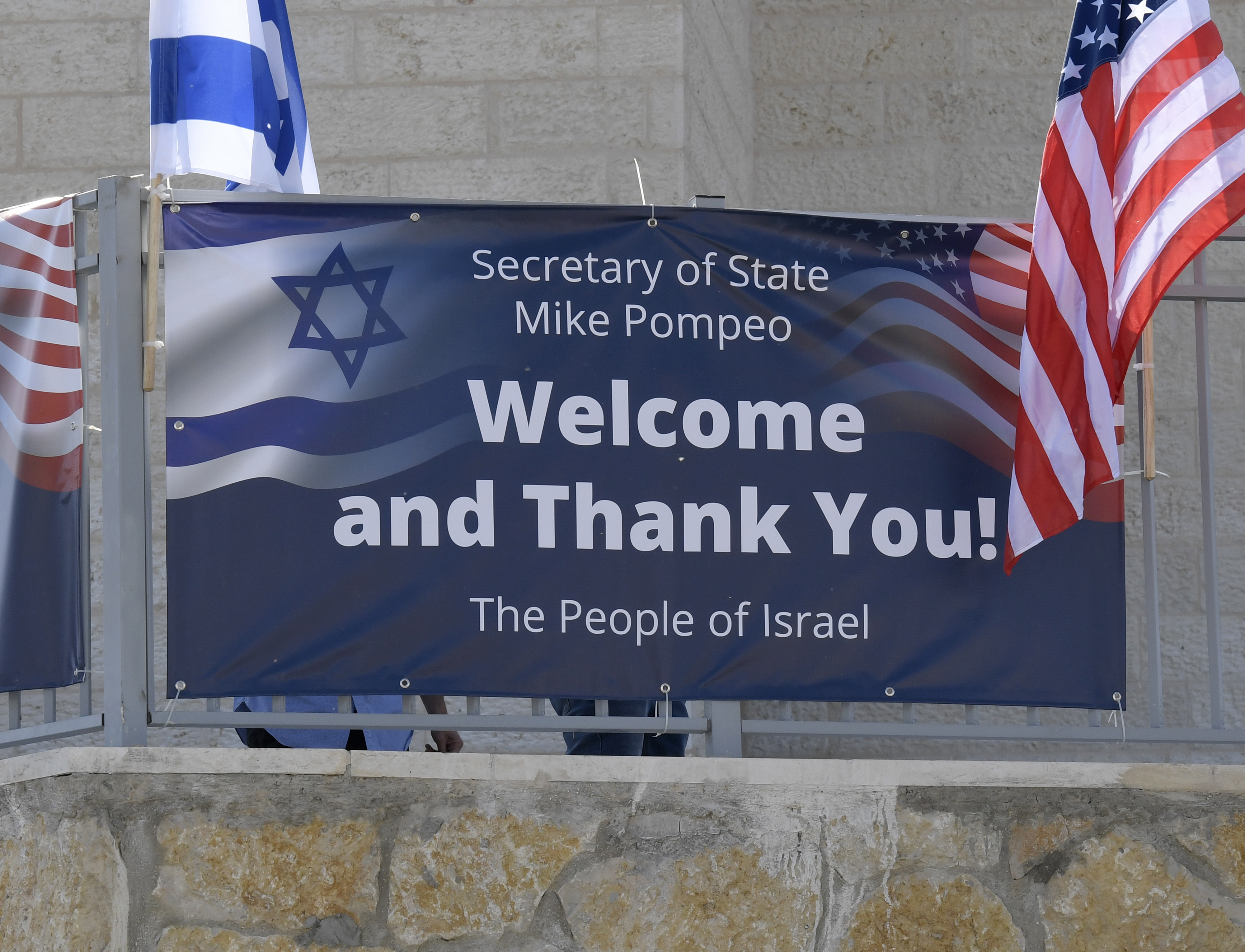
US-Außenminister Michael R. Pompeo und seine Frau Susan besuchen das Weingut Psagot, 19. November 2020.

Das Weingut Psagot ist ein von Meir Berg gegründetes Unternehmen in der 1979 errichteten Siedlung Psagot im illegal von Israel besetzten Westjordanland. Das Weingut erreichte internationale Bekanntheit, weil sein CEO Yaakov Berg 2019 vor dem Europäischen Gerichtshof klagte, um eine Auszeichnungspflicht für Produkte aus den von Israel besetzten Gebieten zu verhindern.
Das Weingut Psagot produzierte 2019 etwa 400.000 Flaschen pro Jahr und exportiert seine Weine sowohl in die Europäische Union als auch in die Vereinigten Staaten.

## Geschichte
2007 investierte der jüdische US-Milliardär Simon Falic aus Florida, dessen Familie unter anderem mit Duty Free America, einer Kette von Duty-free-Geschäften an Flughäfen ein Vermögen verdient hatte, rund 4,1 Millionen Schekel (etwa 1,07 Millionen Euro) in das Weingut. Damit sicherte sich die Falic-Familie die Mehrheit am Unternehmen. Die Kellerei befindet sich, bestätigt durch ein israelisches Gerichtsurteil von 2003, zum Teil auf palästinensischem Privatland. Nach dem Investment von Falic wurde das Weingut zu einer Touristenattraktion ausgebaut.
Dror Etkes von Jesch Din kommentierte, dass Falics Geld zusätzlich die widerrechtliche Aneignung von palästinensischem Land ermöglicht hat und die Weinkellerei Psagot von einem Familienbetrieb auf die Stufe eines Mittelstandbetriebes verholfen habe. Nach Recherchen von Etkes erstreckte sich die Weinkellerei mit Weinbergen auf 84.000 m2 palästinensischem Privatlandes, wovon sich das Unternehmen etwa die Hälfte erst nach Falics Investment widerrechtlich einverleibt hatte. CEO Yaakov Berg äußerte gegenüber der Presse, das Land legal vom israelischen Militär erworben zu haben. Die Armee hatte 2003 einen Zaun um den Hügel errichtet, auf dem Siedlung und Weingut liegen.

## Rechtsstreit mit der Europäischen Union
Eine Richtlinie der EU-Kommission von 2015 verwies darauf, dass alle von Israel nach 1967 besetzten Gebiete nicht anerkannt sind und folglich Produkte, die dort produziert werden, in Europa nicht unter Bezeichnungen angeboten werden dürfen, die suggerieren, die Produkte seien in Israel produziert worden.
In der Folge hatte das Weingut mit Hilfe von Aktivisten der Organisation Juifs et judaïsme en Europe beim französischen Conseil d’État Widerspruch zu einer 2016 ergangenen Weisung des französischen Wirtschaftsministeriums eingelegt, die die Auszeichnung von Produkten aus israelischen Siedlungen vorschrieb. Der Conseil d’État hatte dann die Problemstellung an den Europäischen Gerichtshof weitergeleitet.
Der Weg des Weingutes zum Europäischen Gerichtshof, um eine Auszeichnungspflicht für seine Produkte zu verhindern, stieß auf Ablehnung in Regierungskreisen in Israel, weil ein Urteil des Gerichtshofes einen verbindlichen Charakter hat und es für einzelne europäische Staaten danach schwerer würde, durch nationale Gesetzgebung die entsprechende Richtlinie der EU-Kommission von 2015 zu ignorieren und die Kennzeichnungspflicht zu umgehen. So versuchten israelische Regierungsvertreter offenbar Yaakov Berg dazu zu bewegen, seine Klage zurückzuziehen. Die Anwälte des Weingutes bestritten jedoch, dass es solche Versuche gegeben habe. Der Europäische Gerichtshof urteilte am 12. November 2019, dass die Örtlichkeit, an der der Wein produziert wurde, auf dem Etikett ausgezeichnet werden muss.
CEO Yaakov Berg beklagte im Anschluss das Urteil sei „rassistisch, antisemitisch und antiisraelisch“. Die EU-Regelung sei seiner Meinung nach Teil der BDS-Bewegung.
Gideon Levy und Alex Levacim fragten bezugnehmend auf das Urteil und Bergs Ausführungen in der Zeitung Haaretz, ob es überhaupt etwas gebe, was gerechtfertigter sei, als diesen Wein zu kennzeichnen, und abzugrenzen von den Weinen, die nicht in solchen Gebieten produziert werden. Und was moralischer und nobler sein sollte, als ihn komplett zu boykottieren.
Das Außenministerium der Vereinigten Staaten beklagte die Anweisung des Europäischen Gerichtshofes im Psagot-Fall als nur zur Motivation, zur Werbung und zur Verbreitung der BDS-Bewegung dienlich. Jede Art und Weise wirtschaftlichen Druck auf Israel auszuüben, es zu isolieren oder auf andere Weise zu delegitimieren, würden die Vereinigten Staaten ablehnen.
Im November 2020 besuchte US-Außenminister Mike Pompeo als erster hochrangiger US-Beamter eine israelische Siedlung im israelisch besetzte Palästina, darunter das Weingut Psagot. Die Reise nach Psagot erfolgte ein Jahr, nachdem Pompeo erklärt hatte, die Siedlungen in von Israel besetzten Gebieten würden nicht dem Völkerrecht widersprechen, damit hatte er eine lange vertretene US-Position revidiert. Diese Erklärung und Pompeos Besuch des Weingutes empörte die Palästinenser, die israelische Siedlungen auf Land ablehnen, das sie für einen zukünftigen unabhängigen Staat beanspruchen.